# Campeonato Asiático de Atletismo de 2013 - Decatlo masculino
A prova do decatlo  do Campeonato Asiático de Atletismo de 2013 foi disputada entre os dias 3 e  4 de julho de 2013 no Shree Shiv Chhatrapati Sports Complex em Pune, na Índia. 

## Recordes
Antes desta competição, os recordes mundiais e do campeonato nesta prova eram os seguintes:
|                       | Nome            | Nacionalidade  | Pontos | Local  | Data                 |
| --------------------- | --------------- | -------------- | ------ | ------ | -------------------- |
| Recorde mundial       | Ashton Eaton    | Estados Unidos | 9.039  | Eugene | 23 de junho de 2012  |
| Recorde do campeonato | Vitaliy Smirnov | Uzbequistão    | 8.021  | Manila | 2003                 |
| Recorde asiático      | Dmitriy Karpov  | Cazaquistão    | 8.725  | Atenas | 24 de agosto de 2004 |

Os seguintes recordes foram estabelecidos durante esta competição:
| Data       | Evento | Atleta         | Nacionalidade | Pontos | Notas                 |
| ---------- | ------ | -------------- | ------------- | ------ | --------------------- |
| 4 de julho | Final  | Dmitriy Karpov | Cazaquistão   | 8.037  | Recorde do campeonato |

## Medalhistas
| Ouro                 | Prata                  | Bronze               |
| Dmitriy Karpov (KAZ) | Akihiko Nakamura (JPN) | Leonid Andreev (UZB) |

## Cronograma
Todos os horários são locais (UTC+5:30).
| Data       | Hora  | Evento                   |
| ---------- | ----- | ------------------------ |
| 3 de julho | 9:00  | 100 metros               |
| 3 de julho | 9:40  | Salto em distância       |
| 3 de julho | 11:00 | Arremesso de peso        |
| 3 de julho | 17:00 | Salto em altura          |
| 3 de julho | 19:30 | 400 metros               |
| 4 de julho | 9:00  | 110 metros com barreiras |
| 4 de julho | 9:40  | Lançamento de disco      |
| 4 de julho | 11:00 | Salto com vara           |
| 4 de julho | 17:00 | Lançamento de dardo      |
| 4 de julho | 20:10 | 1500 metros              |

## Classificação final
| Pos.              | Atleta            | Nacionalidade | 100 m | SD   | AP    | SA   | 400 m | 110 m C/B | AD    | SV   | LD    | 1500 m  | PG   | Notas                 |
| ----------------- | ----------------- | ------------- | ----- | ---- | ----- | ---- | ----- | --------- | ----- | ---- | ----- | ------- | ---- | --------------------- |
| Medalha de ouro   | Dmitriy Karpov    | Cazaquistão   | 11.01 | 7.01 | 16.18 | 1.98 | 49.36 | 14.46     | 50.27 | 5.10 | 48.40 | 4:57.56 | 8037 | Recorde do campeonato |
| Medalha de prata  | Akihiko Nakamura  | Japão         | 10.83 | 7.29 | 11.77 | 2.07 | 48.29 | 14.81     | 31.28 | 4.60 | 44.81 | 4:19.10 | 7620 |                       |
| Medalha de bronze | Leonid Andreev    | Uzbequistão   | 11.23 | 7.14 | 15.11 | 1.92 | 51.14 | 15.25     | 43.56 | 4.70 | 54.64 | 5:29.46 | 7383 |                       |
| 4                 | Abdoljalil Toomaj | Irão          | 10.99 | 6.99 | 13.48 | 2.01 | 51.11 | 15.22     | 44.11 | 4.00 | 57.52 | 5:19.63 | 7290 |                       |
| 5                 | Daya Ram          | Índia         | 11.49 | 6.51 | 13.22 | 1.78 | 54.58 | 15.23     | 41.34 | 4.50 | 49.71 | 5:13.40 | 6705 |                       |
| 6                 | Dileep Kumar      | Índia         | 11.42 | 6.48 | 10.44 | 1.87 | 51.65 | 15.59     | 31.91 | 4.00 | 53.49 | 4:52.52 | 6544 |                       |
| 7                 | Jesson Ramil Cid  | Filipinas     | 11.08 | 6.81 | 9.54  | 1.84 | 50.39 | 15.58     | 29.36 | 3.60 | 44.82 | 4:44.66 | 6433 |                       |
| 8                 | Khalaf Al-Mala    | Síria         | 11.41 | 6.60 | 10.71 | 1.75 | 50.80 | 16.26     | 34.34 | 4.00 | 45.11 | 5:27.82 | 6180 |                       |
| 09                | Nguyễn Văn Huệ    | Vietname      | 11.25 | 6.94 | 11.18 | 1.86 | 52.26 | 15.68     | NM    | 4.60 | DNS   | –       | DNF  |                       |
| 10                | Hadi Sepehrzad    | Irão          | 11.27 | 6.38 | 15.76 | 1.92 | 51.83 | DNF       | NM    | DNS  | –     | –       | DNF  |                       |
| 11                | Ali Hazer         | Líbano        | 11.37 | 6.54 | 11.41 | 1.72 | 49.97 | DNS       | –     | –    | –     | –       | DNF  |                       |
| 12                | Bharatinder Singh | Índia         | 10.71 | 7.32 | 15.00 | 1.84 | DNS   | –         | –     | –    | –     | –       | DNF  |                       |

Legenda
| Recorde mundial       | Recorde mundial (World record)               |                       | Recorde africano                      | Recorde africano (African) |                                           | Q | Classificado por posição (Qualified) |
| Recorde do campeonato | Recorde do campeonato (Championship record)  | Recorde da América    | Recorde da América (Americas)         | q                          | Classificado por melhor tempo (Qualified) |   |                                      |
| Melhor marca do ano   | Melhor marca do ano (World leading)          | Recorde asiático      | Recorde asiático (Asian)              | DNS                        | Não largou (Did not start)                |   |                                      |
| Recorde nacional      | Recorde nacional (National record)           | Recorde europeu       | Recorde europeu (European)            | DNF                        | Não terminou (Did not finish)             |   |                                      |
| Recorde pessoal       | Recorde pessoal do atleta (Personal best)    | Recorde da Oceania    | Recorde da Oceania (Oceania)          | DSQ / DQ                   | Desclassificado (Disqualified)            |   |                                      |
| Recorde da temporada  | Recorde da temporada do atleta (Season best) | Recorde sul-americano | Recorde sul-americano (South America) | NM                         | Sem marca (No mark)                       |   |                                      |